# HIST1H2BJ
HIST1H2BJ‏ (Histone cluster 1 H2B family member j) هوَ بروتين يُشَفر بواسطة جين HIST1H2BJ في الإنسان.